# Elonex
Elonex är en brittisk tillverkare av ultralätta bärbara datorer. Företaget har bland annat utvecklat en dator med namnet Elonex One som kostar 100 pund och endast väger runt 1 kg.